# Tishomingo County
Tishomingo County is een county in de Amerikaanse staat Mississippi.
De county heeft een landoppervlakte van 1.098 km² en telt 19.163 inwoners (volkstelling 2000). De hoofdplaats is Iuka.

## Bevolkingsontwikkeling

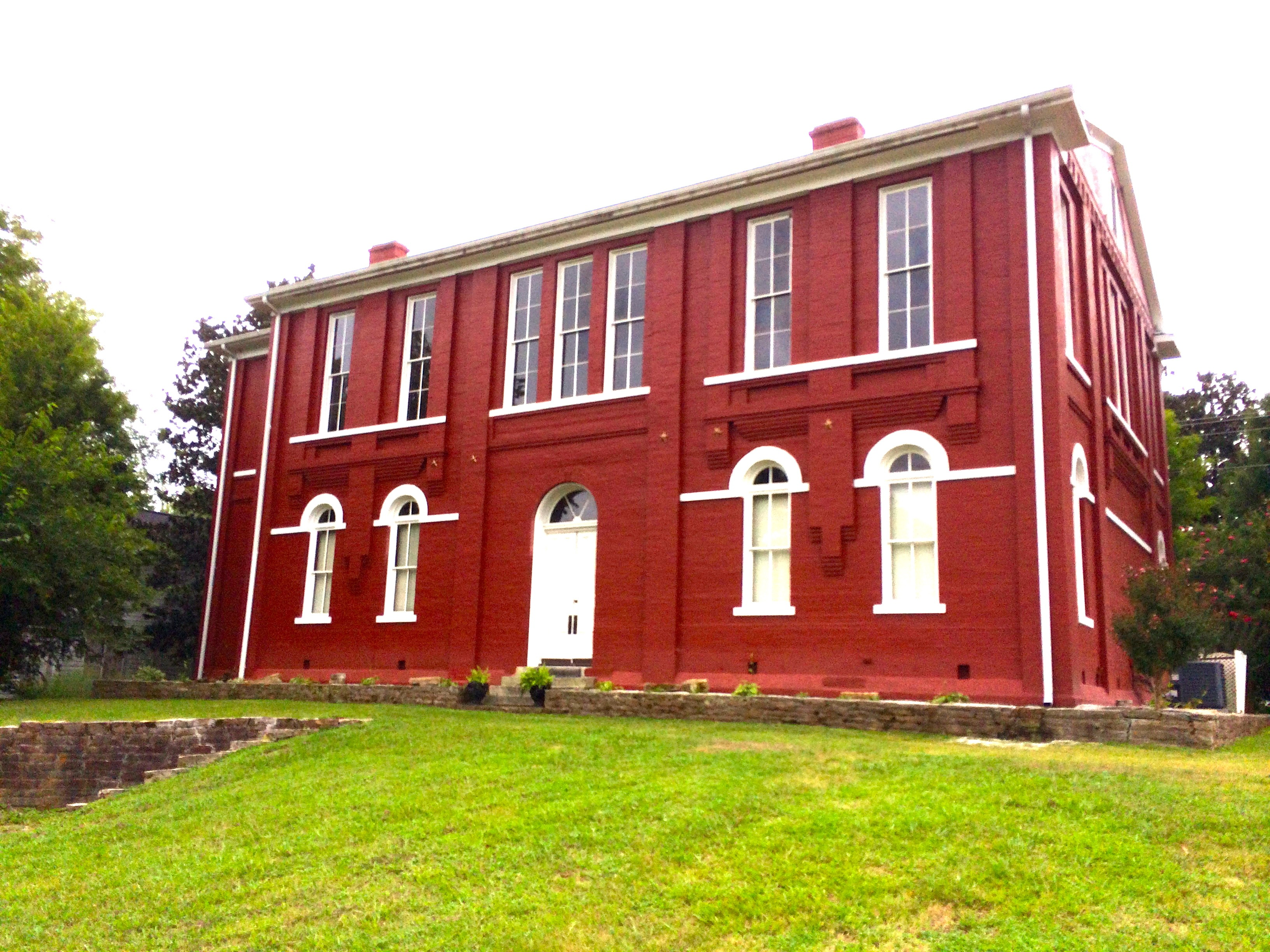
Tishomingo County Courthouse uit 1888

## Geboren in Tishomingo County
- Rick Hall (1932-2018), muziekproducent